# Раннакюла (Ляене-Ніґула)
Ра́ннакюла (ест. Rannaküla) — село в Естонії, у волості Ляене-Ніґула повіту Ляенемаа.

## Населення
Чисельність населення на 31 грудня 2011 року становила 76 осіб.

## Географія
Село лежить на березі бухти Кейбу (Keibu laht) у Фінській затоці. Через село тече річка Нива.

## Історія
До 21 жовтня 2017 року село входило до складу волості Нива.